# Мілпітас (Каліфорнія)
Мілпітас (англ. Milpitas) — місто (англ. city) в окрузі Санта-Клара, штат Каліфорнія, США. Завдяки своєму розташуванню місто входить до Кремнієвої долини. Населення — 80 273 особи (2020).

## Географія
Мілпітас розташований у північно-східному куті округу Санта-Клара, де межує з Сан-Хосе на півдні, та на півночі з Фремонтом. Має координати 37°26′12″ пн. ш. 121°53′29″ зх. д. / 37.43667° пн. ш. 121.89139° зх. д. (37.436611, -121.891322). За даними Бюро перепису населення США в 2010 році місто мало площу 35,33 км², з яких 35,20 км² — суходіл та 0,13 км² — водойми.

### Клімат
| Клімат : Мілпітас       | Клімат : Мілпітас | Клімат : Мілпітас | Клімат : Мілпітас | Клімат : Мілпітас | Клімат : Мілпітас | Клімат : Мілпітас | Клімат : Мілпітас | Клімат : Мілпітас | Клімат : Мілпітас | Клімат : Мілпітас | Клімат : Мілпітас | Клімат : Мілпітас | Клімат : Мілпітас |
| Показник                | Січ.              | Лют.              | Бер.              | Квіт.             | Трав.             | Черв.             | Лип.              | Серп.             | Вер.              | Жовт.             | Лист.             | Груд.             | Рік               |
| Абсолютний максимум, °C | 26,1              | 27,2              | 31,7              | 35,0              | 38,3              | 42,8              | 42,2              | 41,1              | 42,8              | 38,3              | 29,4              | 26,1              | 43,3              |
| Середній максимум, °C   | 14,4              | 17,2              | 20,0              | 22,2              | 24,4              | 27,2              | 29,4              | 29,4              | 27,2              | 23,3              | 18,3              | 14,4              | 22,3              |
| Середній мінімум, °C    | 5,0               | 6,7               | 7,8               | 8,9               | 11,7              | 13,3              | 14,4              | 14,4              | 13,3              | 10,0              | 7,2               | 4,4               | 9,8               |
| Абсолютний мінімум, °C  | −4,4              | −3,3              | −1,1              | 1,7               | 2,8               | 5,6               | 8,3               | 8,3               | 5,6               | 2,2               | −6,1              | −7,2              | −7,2              |
| Норма опадів, мм        | 77                | 72                | 68                | 26                | 11                | 3                 | 2                 | 2                 | 6                 | 22                | 44                | 51                | 383               |
| ----------------------- | ----------------- | ----------------- | ----------------- | ----------------- | ----------------- | ----------------- | ----------------- | ----------------- | ----------------- | ----------------- | ----------------- | ----------------- | ----------------- |
| Джерело:                |                   |                   |                   |                   |                   |                   |                   |                   |                   |                   |                   |                   |                   |

## Демографія
Згідно з переписом 2010 року в місті мешкало 66 790 осіб у 19 184 домогосподарствах у складі 15 615 родин. Густота населення становила 1891 особа/км². Було 19806 помешкань (561/км²).
Расовий склад населення:
| - 62,2 % — азіатів - 20,5 % — білих - 2,9 % — чорних або афроамериканців - 0,5 % — вихідців з тихоокеанських островів - 0,5 % — корінних американців - 8,7 % — осіб інших рас |

До двох чи більше рас належало 4,6 %. Частка іспаномовних становила 16,8 % від усіх жителів.
За віковим діапазоном населення розподілялося таким чином: 22,9 % — особи молодші 18 років, 67,6 % — особи у віці 18—64 років, 9,5 % — особи у віці 65 років та старші. Медіана віку мешканця становила 36,1 року. На 100 осіб жіночої статі у місті припадало 104,5 чоловіків;  на 100 жінок у віці від 18 років та старших — 104,6 чоловіків також старших 18 років.
Середній дохід на одне домашнє господарство  становив 116 511 долар США (медіана — 100 242), а середній дохід на одну сім'ю — 121 731 долар (медіана — 102 497). Медіана доходів становила 70 604 долари для чоловіків та 53 225 доларів для жінок. За межею бідності перебувало 8,2 % осіб, у тому числі 8,4 % дітей у віці до 18 років та 11,3 % осіб у віці 65 років та старших.
Цивільне працевлаштоване населення становило 34 789 осіб. Основні галузі зайнятості: виробництво — 26,0 %, науковці, спеціалісти, менеджери — 17,6 %, освіта, охорона здоров'я та соціальна допомога — 17,1 %.

## Промисловість
У місті розташовані штаб-квартири наступних компаній: Adaptec, Intersil, JDSU, KLA-Tencor, Linear Technology, LSI Logic, LTX-Credence, Sandisk, Sigma Designs та Solectron.

### Найбільші роботодавці
Згідно щорічного звіту міста, станом на 30 червня 2012 року, найбільшими роботодавцями були:
| #  | Підприємство                     | Кількість робітників |
| -- | -------------------------------- | -------------------- |
| 1  | Cisco Systems                    | 2947                 |
| 2  | KLA-Tencor                       | 2298                 |
| 3  | SanDisk                          | 1797                 |
| 4  | Linear Technology                | 1348                 |
| 5  | Флекстронікс                     | 915                  |
| 6  | Milpitas Unified School District | 793                  |
| 7  | LSI Corporation                  | 726                  |
| 8  | LifeScan                         | 640                  |
| 9  | JDSU                             | 619                  |
| 10 | Headway Technology               | 362                  |